# Schönberg (Meclemburgo-Pomerania Anteriore)
Schönberg è una città del Meclemburgo-Pomerania Anteriore, in Germania.
Appartiene al circondario (Kreis) del Meclemburgo Nordoccidentale (targa NWM) ed è parte della comunità amministrativa (Amt) di Schönberger Land.

## Storia
Il 1º gennaio 2019 venne aggregato alla città di Schönberg il comune di Lockwisch.